# Nogizaka Haruka no himitsu
Nogizaka Haruka no himitsu (乃木坂春香の秘密, litt. Le secret de Haruka Nogizaka) est un light novel écrit par Yūsaku Igarashi et illustré par Shaa. Il a été publié dans le magazine Dengeki hp entre juin 2004 et octobre 2007, puis dans le magazine Dengeki Bunko Magazine entre 2008 et 2012, et a été compilé en un total de seize volumes. Une adaptation en manga de quatre tomes dessiné par Yasuhiro Miyama a été publié entre octobre 2006 et août 2010 dans le magazine Dengeki Moeoh.
Une adaptation en série télévisée d'animation produite par le studio Diomedéa a été diffusée du 3 juillet 2008 au 25 septembre 2008. Une deuxième saison a ensuite été diffusée du 6 octobre 2009 au 22 décembre 2009. Enfin, une série de quatre OAV a été produite entre août et novembre 2012.

## Synopsis
L'histoire de Nogizaka Haruka no himitsu se déroule dans le lycée privé de Hakujō au Japon et se focalise sur le protagoniste Yūto Ayase et sa camarade de classe Haruka Nogizaka. Tandis que Yūto est un garçon assez ordinaire, Haruka est très attirante, intelligente et riche. À cause de cela elle est la fille de l'école la plus inaccessible ; elle est si idolâtrée que ses camarades de classe lui donnent les surnoms français "Nuit étoilée" et "Lumière du Clavier". Un jour, Nobunaga Asakura, un ami de Yūto, lui demande de rendre un livre à la bibliothèque de l'école, et en le retournant Yūto y croise Haruka et découvre son plus grand secret : elle est fanatique d'anime et de manga. Yūto lui promet alors de garder son secret et se lie d'amitié avec elle, s'attirant ainsi la jalousie de ses camarades de classe.

## Personnages
Yūto Ayase (綾瀬 裕人, Ayase Yūto)
Doublé par Wataru Hatano
Yūto est le personnage principal de l'histoire. C'est un élève normal en classe de première au lycée privé de Hakujō. Un jour, il croise sa camarade de classe Haruka dans la bibliothèque et découvre son secret - elle est fanatique d'anime et de manga. À la suite de cette révélation, Yūto commence à passer du temps avec Haruka ce qui attire l'envie et la jalousie d'un grand nombre de ses camarades de classe. Yūto vit avec ses parents et sa grande sœur Ruko, cependant comme ses parents sont tout le temps en train de travailler, ils sont généralement absents de la maison.
Haruka Nogizaka (乃木坂 春香, Nogizaka Haruka)
Doublé par Mamiko Noto
Haruka est le personnage principal féminin et est la camarade de classe de Yūto. Elle est idolâtrée à l'école à cause de sa beauté et de son intelligence, et est considéré comme étant la fille la plus inaccessible de l'école. En fait, à l'école, elle est connue sous les surnoms français "Nuit étoilée" et "Lumière du Clavier". Elle est très douée au piano et a remporté de nombreux concours internationaux. Elle a une personnalité calme, assez tête en l'air et est relativement maladroite. Son plus grand secret est qu'elle est fanatique d'anime et de manga. Au collège, son secret a été découvert et elle a subi pas mal de préjugés à cause de cela. Quand Yūto découvre son secret, elle fut soulagée qu'il ne dise rien à personne et ne la critique pas à cause de ça. Elle vient d'une famille très riche et a reçu une éducation privilégiée, et donc son intérêt pour les mangas et animes est très mal vu de par son statut en société, ce qui est l'une des raisons qui la poussent à le garder secret.

## Light novel
La série a débuté dans le magazine Dengeki hp sorti le 18 juin 2004. Le premier volume relié est sorti le 10 octobre 2004. À la suite de la disparition du magazine en octobre 2009, la série a été transférée dans le magazine Dengeki Bunko Magazine jusqu'à la sortie du seizième et dernier tome. 
| no | Japonais         | Japonais          |
| no | Date de sortie   | ISBN              |
| -- | ---------------- | ----------------- |
| 1  | 10 octobre 2004  | 4-8402-2830-2     |
| 2  | 10 juin 2005     | 4-8402-3059-5     |
| 3  | 10 décembre 2005 | 4-8402-3234-2     |
| 4  | 10 juin 2006     | 4-8402-3447-7     |
| 5  | 10 décembre 2006 | 4-8402-3634-8     |
| 6  | 10 juin 2007     | 978-4-8402-3880-9 |
| 7  | 10 décembre 2007 | 978-4-8402-4115-1 |
| 8  | 10 juillet 2008  | 978-4-04-867127-9 |
| 9  | 10 décembre 2008 | 978-4-04-867419-5 |
| 10 | 10 juin 2009     | 978-4-04-867841-4 |
| 11 | 10 décembre 2009 | 978-4-04-868198-8 |
| 12 | 10 juillet 2010  | 978-4-04-868651-8 |
| 13 | 10 décembre 2010 | 978-4-04-870126-6 |
| 14 | 10 juillet 2011  | 978-4-04-870594-3 |
| 15 | 10 janvier 2012  | 978-4-04-886253-0 |
| 16 | 10 juillet 2012  | 978-4-04-886626-2 |

## Manga
Une adaptation en manga est publiée dans le magazine Dengeki Moeoh depuis le 26 aout 2006. L'histoire du manga est basée sur le roman et est illustrée par Yasuhiro Miyama. Le premier volume relié a été publié le 15 novembre 2007.
| no | Japonais          | Japonais          |
| no | Date de sortie    | ISBN              |
| -- | ----------------- | ----------------- |
| 1  | 27 octobre 2007   | 978-4-8402-4093-2 |
| 2  | 27 août 2008      | 978-4-04-867252-8 |
| 3  | 27 novembre 2009  | 978-4-04-868249-7 |
| 4  | 27 septembre 2010 | 978-4-04-868988-5 |

## Anime
L'adaptation en série télévisée d'animation a été annoncée en novembre 2007. Produite par le Studio Barcelona, désormais nommé Diomedéa, elle a été diffusée du 3 juillet au 25 septembre 2008. Une deuxième saison a été annoncée en février 2009 et diffusée du 6 au 22 décembre 2009. Une troisième adaptation en anime a été annoncée en juillet 2011. Il s'agit d'une série de quatre OAV produits entre août et novembre 2012,.

### Liste des épisodes

#### Saison 1
| No | Titre français                                                           | Titre japonais                             | Titre japonais                                            | Date de 1re diffusion |
| No | Titre français                                                           | Kanji                                      | Rōmaji                                                    | Date de 1re diffusion |
| -- | ------------------------------------------------------------------------ | ------------------------------------------ | --------------------------------------------------------- | --------------------- |
| 00 | Juste avant la diffusion ! Le secret de "Le secret de Haruka Nogizaka" ! | オンエア直前!「乃木坂春香の秘密」のひみつ! | On Air chokuzen! "Nogizaka Haruka no Himitsu" no Himitsu! | 3 juillet 2008        |
| 01 | Tout est fini...                                                         | もう、ダメです...                          | Mō, Dame desu...                                          | 10 juillet 2008       |
| 02 | C'est ma première fois...                                                | 初めてなんです...                          | Hajimete Nandesu...                                       | 17 juillet 2008       |
| 03 | C'est fini...                                                            | おしまいです...                            | Oshimai desu...                                           | 24 juillet 2008       |
| 04 | N'est-ce pas étrange... ?                                                | 変じゃないでしょうか...?                   | Hen Janai Deshō ka...?                                    | 31 juillet 2008       |
| 05 | Si tu me regardes comme ça...                                            | そんなに見られますと...                    | Sonna ni Miraremasu to...                                 | 7 août 2008           |
| 06 | C'est... le Comiket d'été                                                | なつこみ…です                              | Natsukomi...desu                                          | 14 août 2008          |
| 07 | ... Je t'adore !                                                         | …大好きなんです！                          | ...Daisuki nandesu!                                       | 21 août 2008          |
| 08 | ... Mon frère ☆                                                          | …おに～さん☆                               | ...Onii-san☆                                              | 28 août 2008          |
| 09 | J'étais heureuse...                                                      | 嬉しかったんです…                          | Ureshikattandesu...                                       | 4 septembre 2008      |
| 10 | Je veux être avec toi...                                                 | 一緒に、いたいです…                        | Issho ni, Itai desu...                                    | 11 septembre 2008     |
| 11 | ... Désolée pour l'attente ♪                                             | …お待たせしました♪                         | ...Omatase Shimashita♪                                    | 18 septembre 2008     |
| 12 | C'est un secret !                                                        | 秘密です!                                  | Himitsu desu!                                             | 25 septembre 2008     |

#### Saison 2 (Purezza)
| No | Titre français      | Titre japonais             | Titre japonais                | Date de 1re diffusion |
| No | Titre français      | Kanji                      | Rōmaji                        | Date de 1re diffusion |
| -- | ------------------- | -------------------------- | ----------------------------- | --------------------- |
| 01 |                     | 一緒に、いきたいです……     | Issho ni, ikitai desu...      | 6 octobre 2009        |
| 02 |                     | 入れてください……           | Irete kudasai......           | 13 octobre 2009       |
| 03 |                     | あっ、痛……                 | Ah, Ita......                 | 20 octobre 2009       |
| 04 | L'odeur de Yuuto... | 裕人さんのにおい…          | Yūto-san no nioi...           | 27 octobre 2009       |
| 05 |                     | …いい…                     | ...Ii...                      | 3 novembre 2009       |
| 06 |                     | 身体が、熱いんです……       | Karada ga, atsuin desu......  | 10 novembre 2009      |
| 07 |                     | 入っちゃったかも……         | Haitchatta kamo......         | 17 novembre 2009      |
| 08 |                     | してあげる……               | Shiteageru...                 | 24 novembre 2009      |
| 09 |                     | 初体験です☆                | Hatsutaiken desu☆             | 1 décembre 2009       |
| 10 |                     | こんなことになっちゃって…… | Konna koto ni natchatte...... | 8 décembre 2009       |
| 11 |                     | 感じていたいです……         | Kanjite itai desu...          | 15 décembre 2009      |
| 12 | Je te le promets ♪  | 約束です♪                  | Yakusoku desu♪                | 22 décembre 2009      |

#### OAV (Finale)
| No | Titre français                                               | Titre japonais                | Titre japonais                        | Date de 1re diffusion |
| No | Titre français                                               | Kanji                         | Rōmaji                                | Date de 1re diffusion |
| -- | ------------------------------------------------------------ | ----------------------------- | ------------------------------------- | --------------------- |
| 01 | Une fois de plus, je me suis fait de merveilleux souvenirs ♪ | また素敵な思い出ができました♪ | Mata sutekina omoide ga dekimashita ♪ | 20 août 2012          |
| 02 | Je t'aime ☆                                                  | 大好きです☆                   | Daisuki desu ☆                        | 7 octobre 2012        |
| 03 | J'aime les anime !                                           | 私は、アニメが大好きです!     | Watashi wa, anime ga daisuki desu!    | 28 octobre 2012       |
| 04 | C'est un secret, entre nous ☆                                | 二人だけの秘密、です☆         | Futari dake no himitsu, desu ☆        | 25 novembre 2012      |

### Musique
| Générique | Épisodes | Début                                                           | Début                                                  | Fin                                                                          | Fin                                                              |
| Générique | Épisodes | Titre                                                           | Artiste                                                | Titre                                                                        | Artiste                                                          |
| --------- | -------- | --------------------------------------------------------------- | ------------------------------------------------------ | ---------------------------------------------------------------------------- | ---------------------------------------------------------------- |
| 1         | Saison 1 | Tomadoi Bitter Tune (とまどいビターチューン, Tomadoi Bitā chūn) | Miran Himemiya and Chocolate Rockers (Hitomi Nabatame) | Hitosashiyubi Quiet! (ひとさしゆびクワイエット!, Hitosashiyubi Kuwaietto)    | N's (Mamiko Noto, Mai Goto, Kaori Shimizu, Kana Ueda, Rina Sato) |
| 2         | Saison 2 | Chouhatsu Cherry Heart (挑発Cherry Heart, Chouhatsu cherī Hāto) | Miran Himemiya and Chocolate Rockers (Hitomi Nabatame) | Himitsu Suishou! UrutoLOVE (秘密推奨!うるとLOVE, Himitsu Suishou Uruto Rabu) | N's (Mamiko Noto, Mai Goto, Kaori Shimizu, Kana Ueda, Rina Sato) |

## Visual novel
Un visual novel basé sur la série nommé Nogizaka Haruka no Himitsu: Cosplay Hajimemashita (乃木坂春香の秘密 こすぷれ、はじめました♥) a été développé par Vridge pour la console  et est sorti le 25 septembre 2008 au Japon sur PlayStation 2,.